# Glenties
Glenties (del irlandés “Na Gleannta” que significa La Cañada). Pueblo situado al noroeste de Irlanda en la zona central del Condado de Donegal. Concretamente se encuentra en la convergencia de dos cañadas y próximo a la confluencia de los ríos Owenea y Stranaglough famosos por su buena pesca. 
Glenties se asienta en la cara noroeste del Blue Stack Mountains y se encuentra a unos pocos kilómetros del mar. Es el mayor centro de población de la Parroquia del Iniskeel. 
Glenties ha ganado la Irish Tidy Towns Competition (competición a la ciudad irlandesa más limpia) en cinco ocasiones durante los años 1958, 1959,1960, 1962 y 1995. Su población, según datos del 2006, es de 811 habitantes.

## Historia
Existe la evidencia de varios asentamientos en los que se encuentran dolménes, menhires y otros monumentos megalíticos que datan de la Edad de Bronce. 
El área formó parte de la Baronía de Boylagh y Bannagh (territorio perteneciente al Barón del mismo nombre, subdivisión de un condado) en 1609, el cual fue concedido a colonizadores escoceses como parte de la Plantación del Ulster.
Glenties fue un punto de parada obligatoria del camino entre las ciudades de Ballybofey y Killybegs, lo que favoreció su desarrollo durante los siglos XVII y XVIII.
El pueblo de Glenties fue elegido como por el marqués de Conyngham para situar su residencia de verano en la década de 1820 debido a su fama por la buena caza y sus áreas de pesca. La Court House y la Market House fueron construidos en 1843. El edificio del Banco de Irlanda fue completado en el año 1880.
La Hambruna en Glenties
Un workhouse (hospicio) fue construido durante La Gran hambruna irlandesa en el lugar en el que actualmente está situada la Comprehensive School (escuela pública) en 1846, sirviendo al gran área de la Parroquia de Inniskeel. Un hospital de 40 camas fue más tarde añadido para el cuidado de los enfermos y pacientes terminales. El dueño del lugar, el Marqués de Conyngham decidió reducir en un 50% la población de la ciudad en 1847, haciéndole frente al aumento de costes del hospicio, solo aquellos que pudieran demostrar los títulos de sus tierras como pagadores se les permitía permanecer. El resto tenían la opción de ir a América en un barco o entrar en el Workhouse en Glenties. 
Más de 40000 personas murieron o emigraron de Co. Donegal entre los años 1841 y 1851.
Siglo XX
El ferrocarril fue completado en 1895 desde Ballybofey. En 1903 fue establecido es sistema local de aguas para ser reemplazado en 1925. En 1932 la electricidad fue por primera vez generada en la ciudad y la electrificación rural se produjo durante los años 50. 
La casa cuartel guardia civil R.I.C. (Royal Irish Constabulary) en Glenties fue atacada en numerosas ocasiones durante la guerra de la independencia entre 1920 y 1921. 
El 29 de junio de 1921 un grupo de Black and Tans (fuerza paramilitar empleada por el R.I.C.) sufrió una emboscada durante el camino de Ardara a Kilraine por los insurgentes produciendo como resultado la muerte de uno de sus hombres.
Dos soldados del Estado Libre Irlandés (dominio bajo el Tratado Anglo-Irlandés) fueron matados en Lacklea en 1922 por las fuerzas de la IRA durante la guerra civil.
En enero de 1944 el hidroavión británico Sunderland Mark II chocó en el área de Croaghs del Blue Stack Mountains, a las afueras de Glenties, matando a 7 de sus 12 hombres.
En abril del 2006 el informador Denis Donalson fue mortalmente tiroteado por el IRA en un remoto cottage cerca de Derryloaghan, a 8 kilómetros de Glenties.

## Alrededor de Glenties
Glenties está situado en la convergencia de dos cañadas y dos ríos: el Owenea y el Stranaglough.
Uno de sus más llamativas construcciones es su inusual iglesia, St Connell's, que fue construida en 1974 para reemplazar la vieja iglesia. El edificio tiene un tejado plano inclinado con un afilado ángulo. La campana original de la primera iglesia todavía es usada hoy en día por la nueva iglesia. St. Connell es el santo patrón de la parroquia. Liam McCormack ganó el premio europeo de arquitectura por su diseño en 1974.

## Turismo
El pueblo tiene un razonadamente amplio negocio turístico y en ocasiones alardean de su hotel (The Highlands), una variedad de animados pubs y el localmente famoso "Lime Light" discoteca que a menudo ofrece música tradicional irlandesa. Hay diversos Bed and Breakfast alrededor del pueblo y la mayoría de los visitantes son atraídos por la belleza de la zona.
Estatua de Patrick MacGill
El pueblo cuenta con una estatua del popularmente llamado "navvy poet" Patrick Macgill quién nació en Glenties. Está situado en el puente sobre el río en el centro del pueblo.
Museo St. Connell
El museo Connell's y el Heritage Center tienen una gran colección de históricos artefactos locales, incluyendo algunos de La Gran Hambruna. El museo fue así llamado después de que St Connell Caol fundara un asentamiento monástico en Inishkeel Island en el siglo VI. El museo tiene también una exposición sobre el cardenal Patrick O'Donnel, momentos de la filmación de la película Dancing at Lughnasa y una extensa exposición sobre County Donegal Railways Joint Committee. También tienen una sala de lectura con una buena colección de históricas grabaciones locales.

## Glenties en la cultura popular
Glenties fue el modelo para la ciudad ficticia de Brian Friel: Ballybeg (nombre genérico  de pequeñas ciudades irlandesas) donde numerosas obras suyas tuvieron lugar. Su obra Dancing at Lughnasa fue situada en Ballybeg y fue llevada a la gran pantalla en 1994 protagonizada por Meryl Streep.

## Transportes
Glenties fue formalmente servido por una línea del County Donegal Railways Joint Committee, un sistema de ferrocarril de vía estrecha.
La rama de Glenties fue la primera parte del County Donegal Railways en ser cerrada; la estación de ferrocarril y la línea fueron abiertas el 3 de junio de 1895 y finalmente cerrada el 15 de diciembre de 1947.
El transporte en autobús es actualmente proporcionado por Bus Éireann y por McGeehan's Coaches, quién proporciona sus servicios a Letterkenny, Ballybofey, Dungloe, Ardara, Killybegs y Donegal Town.

## La ciudad más limpia
Glenties ha sido la ganadora nacional de la competición a la ciudad irlandesa más ordenada en 1958, 1959, 1960, 1962 y 1995. Algunos de sus recientes resultados incluyen la ganadora de la medalla de oro en el 2004, 2005 y 2006 y la ganadora de la medalla de plata en el 2003.

## Curiosidades
En 2004 Glenties fue nombrado por el Irish Times por tener la más alta tasa de embarazos adolescentes de cualquier ciudad de la República de Irlanda con una población por debajo de los 5000 residentes.  

## Personajes nacidos en Glenties
- Enda Bonner - político y jugador de fútbol.
- Thomas F. Breslin - coronel, víctima del Bataan Death March.
- Brian Friel - dramaturgo y director de teatro.
- Thomas Gildea - político.
- Patrick MacGill - periodista, novelista y poeta.
- Patrick O'Donnell - cardenal.